# 行動佛殿環島祈福
行動佛殿環島祈福，台灣的宗教祈福暨愛心慈善活動，由社團法人世界佛教正心會主辦，由一台16.5噸大貨車改裝成的行動佛殿，歷時四年又一個月（2018/06/15-2022/07/17）環島兩圈，舉行佛教誦經、慈善義演以及愛心物資弱勢關懷等公益活動，共行腳台灣168個地區。

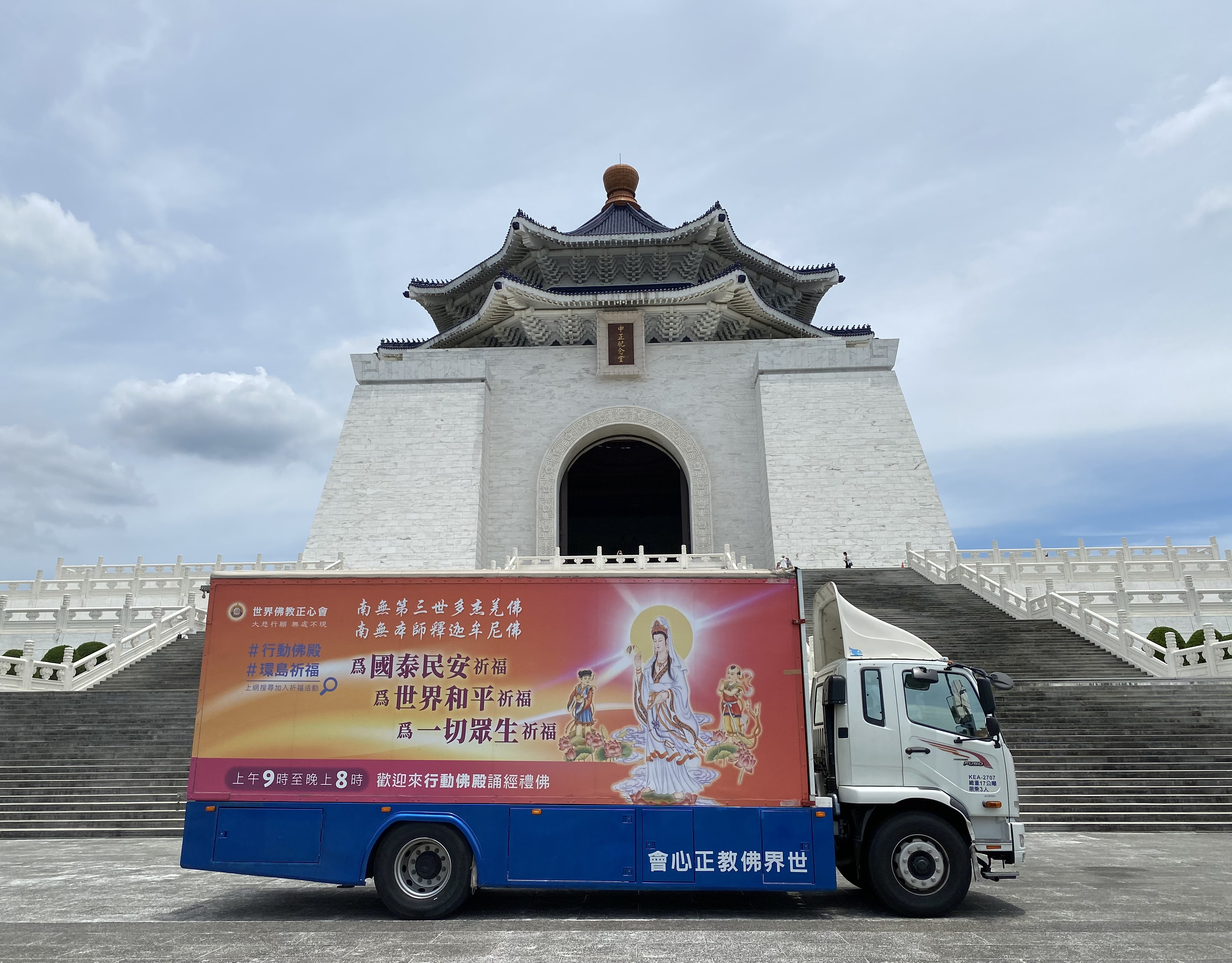
未展開前的行動佛殿

## 緣起
世界佛教正心會的指導上師恆性嘉措仁波切，本著一心為佛法、一切為眾生的悲願，帶領弟子將一台長10公尺、重16.5噸的大貨車改裝成世界第一輛可以到處跑的「行動佛殿」，並希望將行動佛殿開到台灣各大小鄉鎮和民眾家的門口，為國泰民安、世界和平及一切眾生祈福，也讓民眾隨時可以上佛殿禮佛。

## 活動內容
每站舉行誦經祈福法會、邀請表演團體樂藝供佛暨公益演出，並與在地政府機關合作提供平安麵、口罩、酒精、唾液篩劑等民生及防疫物資關懷弱勢家庭。

### 2018年
| 場次 | 日期        | 縣市/地點                    | 備註                               |
| ---- | ----------- | ---------------------------- | ---------------------------------- |
| 1    | 06/15-06/19 | 台北市中正紀念堂             |                                    |
| 2    | 06/23-06/25 | 台北市花博公園               |                                    |
| 3    | 06/27-06/29 | 台北市天母棒球場             | 配合法務部「反毒反賄選」宣導       |
| 4    | 07/07-07/08 | 台北市政府市府廣場           |                                    |
| 5    | 07/20-07/23 | 新北市土城永寧捷運站         | 配合法務部「反賄選」宣導           |
| 6    | 07/27-07/30 | 新北市板樹體育館             |                                    |
| 7    | 08/03-08/06 | 新北市鶯歌區永昌籃球場       |                                    |
| 8    | 08/10-08/13 | 新北市林口區竹林山觀音寺     | 配合新北市社會局「登革熱防治」宣導 |
| 9    | 08/17-08/20 | 桃園市龜山區空地             |                                    |
| 10   | 08/24-08/27 | 桃園市展演中心藝文廣場       | 配合法務部「反賄選」宣導           |
| 11   | 09/07-09/10 | 基隆文化中心廣場             |                                    |
| 12   | 09/21-09/24 | 新竹市樹林頭公園路外停車場   |                                    |
| 13   | 09/28-10/01 | 新竹市轉運站路外停車場       |                                    |
| 14   | 10/05-10/08 | 苗栗巨蛋體育館               |                                    |
| 15   | 10/12-10/15 | 台中市南屯區花卉市場         |                                    |
| 16   | 10/19-10/22 | 台中市南屯區崇倫里園地       |                                    |
| 17   | 10/26-10/29 | 台中市清水區                 | 為普悠瑪號列車出軌事故傷亡者祈福   |
| 18   | 11/09-11/12 | 彰化縣員林市龍燈公園         | 與彰化地檢署、社會處合作反賄選宣導 |
| 19   | 11/16-11/19 | 嘉義東石鄉先天宮停車場       | 配合法務部「反賄選」宣導           |
| 20   | 11/23-11/26 | 嘉義舊燈區（舊空軍眷村）     |                                    |
| 21   | 11/30-12/03 | 台南市仁德區運動公園         |                                    |
| 22   | 12/07-12/10 | 台南市歸仁區游泳池前廣場     |                                    |
| 23   | 12/14-12/17 | 台南市永華市政中心西拉雅廣場 |                                    |
| 24   | 12/21-12/24 | 高雄市左營區物產館後廣場     | 贈送白玉蘿蔔、翠玉金瓜與民眾       |
| 25   | 12/28-12/31 | 高雄市三民公園               | 贈送白玉蘿蔔、翠玉金瓜與民眾       |

### 2019年
| 場次 | 日期        | 縣市/地點                          | 備註 |
| ---- | ----------- | ---------------------------------- | --- |
| 26   | 01/04-01/07 | 高雄市鳳山區鳳凌廣場               | |
| 27   | 01/11-01/14 | 高雄市草衙活動中心旁籃球場         | 贈送白玉蘿蔔與民眾 |
| 28   | 01/28-02/03 | 高雄市林園區廣應廟                 | |
| 29   | 02/05-02/12 | 屏東內埔鄉農會                     | |
| 30   | 02/14-03/03 | 屏東大鵬灣（2019台灣燈會）         | 發送美鈔真鈔發財金與民眾 |
| 31   | 03/07-03/11 | 屏東枋寮漁會漁港廣場               | 屏東地檢署、台灣更生保護協會宣導遠離毒品與酒精                                                                                     |
| 32   | 03/15-03/18 | 屏東潮洲運動公園停車場             | |
| 33   | 03/21-03/25 | 高雄市旗山區公共體育場             | |
| 34   | 03/28-04/01 | 屏東市千禧公園                     | |
| 35   | 04/06-04/07 | 屏東東港東隆宮                     | |
| 36   | 04/14-05/05 | 澎湖馬公觀音亭（花火節）           | |
| 37   | 05/09-05/13 | 台東市南京路市場廣場               | |
| 38   | 05/16-05/20 | 台東池上鄉忠孝路269號              | 台東地檢署、榮譽觀護人協進會、台灣更生保護會、犯罪被害人保護協會到場「反毒反賄選」宣導                                             |
| 39   | 05/24-05/27 | 高雄市岡山區壽天宮                 | |
| 40   | 05/31-06/03 | 花蓮縣玉里鎮公所鎮民廣場           | |
| 41   | 06/07-06/10 | 花蓮縣鳳林鎮鎮民代表會旁廣場       | |
| 42   | 06/14-06/17 | 花蓮縣吉安鄉公所南昌停車場         | |
| 43   | 06/21-06/24 | 花蓮市東大門觀光夜市               | |
| 44   | 06/28-07/01 | 宜蘭蘇澳鎮南澳火車站旁停車場廣場   | 宜蘭地檢署、榮譽觀護人協進會、台灣更生保護會、犯罪人保護協會至現場宣導反賄選、壓制暴力、拒絕兒少性剝削，遇威脅不隱忍，正確保護自己 |
| 45   | 07/05-07/08 | 宜蘭蘇澳鎮文小四用地公園           | 為英勇警察李承翰祈福 |
| 46   | 07/12-07/15 | 宜蘭員山公園廣場                   | |
| 47   | 07/19-07/22 | 宜蘭市中山國小和睦路停車場         | |
| 48   | 07/26-07/29 | 宜蘭五結鄉二結王公廟               | |
| 49   | 08/02-08/05 | 宜蘭羅東鎮陽明路停車場             | |
| 50   | 08/09-08/12 | 宜蘭三星鄉綜合運動場停車場         | |
| 51   | 08/16-08/19 | 新北市八里區觀海大道旁停車場       | |
| 52   | 08/30-09/02 | 新北市三重區先嗇宮旁廣場           | |
| 53   | 09/06-09/09 | 台北市北投區關渡宮前廣場           | |
| 54   | 09/13-09/16 | 新北市新莊地藏庵前廣場             | |
| 55   | 09/20-09/23 | 南投埔里地母廟第八停車場           | 為921大地震罹難者和受難者祈福 |
| 56   | 09/27-09/30 | 新北市泰山區福霖會館               | |
| 57   | 10/04-10/07 | 新北市瑞芳區火車站前廣場           | |
| 58   | 10/10-10/14 | 新北市五股區工商路立體停車場前廣場 | |
| 59   | 10/18-10/21 | 桃園中壢區興仁親子公園停車場       | |
| 60   | 10/25-10/28 | 桃園大溪區仁和宮前廣場             | |
| 61   | 11/01-11/04 | 桃園大園區福海宮前廣場             | 大園空難罹難眾生誦經超渡法會 |
| 62   | 11/08-11/11 | 桃園八德區藝文廣場                 | |
| 63   | 11/15-11/18 | 桃園龍潭區運動公園                 | |
| 64   | 11/22-11/25 | 桃園市楊梅區錫福宮廣場             | |
| 65   | 11/29-12/02 | 桃園市楊梅區伯公岡公園妙靈宮前廣場 | 配合桃園地檢署「全民反賄選」宣導                                                                                                   |
| 66   | 12/06-12/09 | 新竹普天宮旁停車場                 | |
| 67   | 12/12-12/15 | 新竹新豐火車站                     | |
| 68   | 12/20-12/23 | 新竹關西潮音禪寺前廣場             | |

### 2020年
| 場次 | 日期        | 縣市/地點                                    | 備註                             |
| ---- | ----------- | -------------------------------------------- | -------------------------------- |
| 69   | 01/10-01/13 | 新竹湖口三元宮停車場                         |                                  |
| 70   | 01/17-01/20 | 新竹縣新埔鎮                                 |                                  |
| 71   | 01/24-01/30 | 新竹縣竹東鎮二重五穀宮旁停車場               |                                  |
| 72   | 01/30-02/17 | 台中后里鴻寶科技家電公司廣場（2020台灣燈會） | 發送美金發財金、吐寶鼠燈籠與民眾 |
| 73   | 02/21-02/24 | 苗栗頭份永貞宮前廣場                         |                                  |
| 74   | 02/28-03/02 | 苗栗後龍郵局對面廣場                         |                                  |
| 75   | 03/06-03/09 | 苗栗公館五穀休息站                           |                                  |
| 76   | 03/13-03/16 | 台中市豐原區六合福德宮前廣場                 |                                  |
| 77   | 03/20-03/23 | 台中市大甲區日南慈德宮對面空地               |                                  |
| 78   | 03/27-03/30 | 彰化鹿港體育館拱門廣場                       |                                  |
| 79   | 04/03-04/06 | 台中市大肚區普恩宮前廣場                     |                                  |
| 80   | 04/10-04/13 | 台中市大雅區寶興前廣場                       |                                  |
| 81   | 04/17-04/20 | 台中市梧棲區朝元宮停車場                     |                                  |
| 82   | 04/24-04/27 | 彰化埔鹽五顯宮前廣場                         |                                  |
| 83   | 05/01-05/04 | 彰化大村火車站前廣場                         |                                  |
| 84   | 05/07-05/11 | 彰化永靖夜市                                 |                                  |
| 85   | 05/15-05/18 | 彰化北斗牛墟廣場                             |                                  |
| 86   | 05/22-05/25 | 彰化溪洲森林公園入口停車場                   |                                  |
| 87   | 05/29-06/01 | 彰化福興麥厝九天寺                           |                                  |
| 88   | 06/05-06/08 | 彰化社頭果菜市場停車場                       |                                  |
| 89   | 06/12-06/15 | 彰化花壇虎山巖門口廣場                       |                                  |
| 90   | 06/19-06/22 | 雲林北港糖廠對面廣場                         |                                  |
| 91   | 06/26-06/29 | 雲林口湖下崙福安宮                           |                                  |
| 92   | 07/03-07/06 | 雲林水林通天宮籃球廣場                       |                                  |
| 93   | 07/10-07/13 | 雲林麥寮海豐村北嶽殿大廣場                   |                                  |
| 94   | 07/17-07/20 | 雲林古坑天浩宮地母廟                         |                                  |
| 95   | 07/23-07/26 | 雲林土庫觀光夜市                             |                                  |
| 96   | 07/31-08/03 | 雲林虎尾中正國小對面空地                     |                                  |
| 97   | 08/07-08/10 | 雲林斗南鎮公所旁停車場                       |                                  |
| 98   | 08/14-08/17 | 雲林斗六南聖宮                               |                                  |
| 99   | 08/21-08/24 | 雲林西螺公正路廁所前廣場                     |                                  |
| 100  | 09/04-09/07 | 嘉義新港奉天宮大停車場                       |                                  |
| 101  | 09/11-09/14 | 嘉義朴子開元路北通路交叉口大停車場           |                                  |
| 102  | 09/18-09/21 | 嘉義太保後潭停車場（衛生所對面）             |                                  |
| 103  | 09/25-09/28 | 嘉義水上南靖糖廠休閒廣場停車場               |                                  |
| 104  | 10/02-10/05 | 嘉義大林朝傳宮                               |                                  |
| 105  | 10/09-10/12 | 嘉義市北香湖公園                             |                                  |
| 106  | 10/16-10/19 | 嘉義溪口鄉天宋宮                             |                                  |
| 107  | 10/23-10/26 | 嘉義義竹鳳山宮                               |                                  |
| 108  | 10/30-11/02 | 嘉義梅山玉虛宮                               |                                  |
| 109  | 11/06-11/09 | 嘉義六腳娘媽堂                               |                                  |
| 110  | 11/13-11/16 | 嘉義布袋魍港太聖宮                           |                                  |
| 111  | 11/20-11/23 | 嘉義市地藏庵旁和平路停車場                   |                                  |
| 112  | 11/28-11/29 | 台北市政府市民廣場                           |                                  |
| 113  | 12/04-12/07 | 台南鹽水南門路停車場                         |                                  |
| 114  | 12/11-12/14 | 台南新營太子宮                               |                                  |
| 115  | 12/18-12/21 | 台南白河臨水宮前廣場                         |                                  |
| 116  | 12/25-12/28 | 台南後壁區下茄苳旌忠廟停車場                 |                                  |

### 2021年
2021年5月底至11月底，因新冠肺炎疫情發佈三級警戒而暫停辦理。
| 場次 | 日期        | 縣市/地點                    | 備註                                 |
| ---- | ----------- | ---------------------------- | ------------------------------------ |
| 117  | 01/01-01/03 | 台北市中正紀念堂 民主大道    |                                      |
| 118  | 01/08-01/11 | 台南七股黃昭堂公園           |                                      |
| 119  | 01/15-01/18 | 台南麻豆代天府大客車停車場   |                                      |
| 120  | 01/22-01/25 | 台南永康凌霄寶殿前廣場       |                                      |
| 121  | 01/29-02/01 | 台南北門溪底寮東興宮前廣場   |                                      |
| 122  | 02/05-02/08 | 台南南區萬皇宮前廣場         |                                      |
| 123  | 02/12-02/16 | 高雄前鎮中正高工旁中正籃球場 |                                      |
| 124  | 02/19-02/22 | 嘉義布袋漁港                 |                                      |
| 125  | 02/25-02/28 | 屏東里港慶濟宮廟前廣場       |                                      |
| 126  | 03/05-03/08 | 高雄鳥松青雲宮廟前廣場       |                                      |
| 127  | 03/12-03/15 | 高雄阿蓮中路萬福宮           |                                      |
| 128  | 03/19-03/22 | 高雄路竹大社東安宮           |                                      |
| 129  | 03/26-03/29 | 高雄永安竹仔港文興宮         |                                      |
| 130  | 04/02-04/05 | 台南市北區大興公園停車場     | 為花蓮太魯閣號列車出軌事故罹難者祈福 |
| 131  | 04/09-04/12 | 高雄田寮義民爺亭廣場         |                                      |
| 132  | 04/16-04/19 | 高雄楠梓援中港代天府         |                                      |
| 133  | 04/23-04/26 | 高雄湖內天真福廟旁停車場     |                                      |
| 134  | 04/30-05/03 | 高雄梓官典寶代天府前廣場     |                                      |
| 135  | 05/07-05/10 | 高雄大樹三鳳宮廟前廣場       |                                      |
| 136  | 05/14-05/17 | 高雄仁武考潭天后宮           |                                      |
| 137  | 12/03-12/06 | 高雄燕巢紫雲寺旁廣場         |                                      |
| 138  | 12/10-12/13 | 高雄岡山惠峰宮               |                                      |
| 139  | 12/17-12/20 | 高雄橋頭九甲圍義山宮         |                                      |
| 140  | 12/24-12/27 | 高雄大寮中庄福德祠前廣場     |                                      |
| 141  | 12/31-01/03 | 高雄美濃南山宮廟前廣場       |                                      |

### 2022年
| 場次 | 日期        | 縣市/地點                      | 備註 |
| ---- | ----------- | ------------------------------ | ---- |
| 142  | 01/07-01/10 | 高雄內門南海紫竹寺前停車場     |      |
| 143  | 01/14-01/17 | 高雄龍崎文衡殿前廣場           |      |
| 144  | 01/21-01/24 | 高雄杉林區上平公園廣場         |      |
| 145  | 01/31-02/06 | 高雄左營物產館後廣場           |      |
| 146  | 02/11-02/14 | 屏東高樹五顯宮                 |      |
| 147  | 02/18-02/21 | 屏東九如巴轆公園               |      |
| 148  | 02/25-02/28 | 屏東鹽埔第一大隊消防分隊旁空地 |      |
| 149  | 03/04-03/07 | 屏東萬丹公園表演廣場           |      |
| 150  | 03/11-03/14 | 屏東竹田西勢覺善堂             |      |
| 151  | 03/18-03/21 | 屏東萬巒佳和宮                 |      |
| 152  | 03/25-03/28 | 屏東南州鄉運動公園前廣場       |      |
| 153  | 04/01-04/04 | 屏東林邊放索普龍殿前廣場       |      |
| 154  | 04/09-04/11 | 屏東新園仙隆宮前廣場           |      |
| 155  | 04/15-04/18 | 屏東佳冬六根公園               |      |
| 156  | 04/22-04/25 | 屏東枋山八卦祖師廟前廣場       |      |
| 157  | 04/29-05/02 | 屏東恆春廣寧宮前廣場           |      |
| 158  | 05/06-05/09 | 屏東滿州滿里照靈宮             |      |
| 159  | 05/14-05/16 | 台東關山福德壇香店旁廣場       |      |
| 160  | 05/20-05/23 | 花蓮瑞穗村婦農產中心場停車場   |      |
| 161  | 05/27-05/30 | 花蓮豐濱順天宮前廣場           |      |
| 162  | 06/03-06/07 | 花蓮光豐地區農會超市前停車場   |      |
| 163  | 06/10-06/13 | 宜蘭壯圍過嶺保安宮前廣場       |      |
| 164  | 06/17-06/20 | 宜蘭頭城頂埔順天府停車場       |      |
| 165  | 06/24-06/27 | 新北市淡水捷運站後方廣場       |      |
| 166  | 07/01-07/04 | 新北市八里廖添丁廟旁廣場       |      |
| 167  | 07/08-07/11 | 新北市中和福和宮旁廣場         |      |
| 168  | 07/15-07/17 | 台北市中正紀念堂民主大道       |      |